# Höffmann-Wissenschaftspreis
Der Höffmann-Wissenschaftspreis für Interkulturelle Kompetenz wird seit 2011 von der Universität Vechta an Wissenschaftler verliehen, die in der Forschung zu interkultureller Kompetenz hervorragende Leistungen vorweisen können. Nominiert werden sie von Universitätsleitungen sowie Leitungen vergleichbarer Forschungseinrichtungen. Mit dem mit 10.000 Euro dotierten Preis werden wegweisende Beiträge auf dem Forschungsfeld interkultureller bzw. transkultureller Kompetenz gewürdigt. Gestiftet wird der in der Regel jährlich verliehene Preis vom Vechtaer Reiseunternehmen Höffmann Reisen GmbH. Die Auswahl der Preisträgerin bzw. das Preisträgers trifft eine Jury, die sich aus fünf Professoren der Universität zusammensetzt. Verliehen wird der Preis im Rahmen einer Festveranstaltung der Universität Vechta.

## Preisträger
- 2011 Louis Henri Seukwa
- 2012 Paul Mecheril
- 2013 Johannes Lähnemann
- 2014 Vincenzo Pace
- 2015 Axel Michaels
- 2016 Naika Foroutan
- 2017 Jürgen Straub
- 2018 Petia Genkova
- 2019 Perry Schmidt-Leukel
- 2020 Michiko Mae
- 2022 Yesim Erim